# Athletes ethra
Athletes ethra är en fjärilsart som beskrevs av John Obadiah Westwood 1849. Athletes ethra ingår i släktet Athletes och familjen påfågelsspinnare. Inga underarter finns listade i Catalogue of Life.